# Taeromys
Taeromys (Sody, 1941) è un genere di Roditori della famiglia dei Muridi.

## Descrizione

### Dimensioni
Al genere Taeromys appartengono roditori di grandi dimensioni, con lunghezza della testa e del corpo tra 154 e 240 mm, la lunghezza della coda tra 156 e 306 mm e un peso fino a 315 g.

### Caratteristiche craniche e dentarie
Il cranio presenta un rostro sottile e delicato ed una scatola cranica, le bolle timpaniche e i molari relativamente grandi. Le creste sopra-orbitali sono poco sviluppate.
Sono caratterizzati dalla seguente formula dentaria:

### Aspetto
Il corpo è tozzo ed è ricoperto da una pelliccia corta, soffice, densa e setosa. La coda è solitamente più corta della testa e del corpo, eccetto in una specie dove è più lunga. I piedi sono lunghi e snelli. Le femmine hanno un paio di mammelle pettorali e due paia inguinali.

## Distribuzione
Questo genere è endemico dell'Isola di Sulawesi.

## Tassonomia
Il genere comprende 7 specie.
- Taeromys arcuatus
- Taeromys callitrichus
- Taeromys celebensis
- Taeromys hamatus
- Taeromys microbullatus
- Taeromys punicans
- Taeromys taerae